# Al Jarreau
Alwin Lopez Jarreau (12 tháng 3 năm 1940 – 12 tháng 2 năm 2017); được biết nhiều hơn với tên Al Jarreau, là một nhạc sĩ và ca sĩ Mỹ. Ông nổi tiếng vì dùng giọng hát mình như một nhạc cụ. Jarreau nhận được tổng cộng Grammy Award và được đề cử cho cả tá khác. Ông có lẽ được biết đến nhiều nhất với đĩa nhạc 1981 Breakin' Away.

## Cuộc đời
Ông sinh ngày 12 tháng 3 năm 1940 ở Milwaukee, Wisconsin và mất ngày 12 tháng 2 năm 2017 tại Los Angeles, California.